# Internationale Coördinatie van Revolutionaire Partijen en Organisaties
De Internationale Coördinatie van Revolutionaire Partijen en Organisaties (Engels: International Coordination of Revolutionary Parties and Organisations, ICOR) is een samenwerkingsverband van verschillende communistische partijen en organisaties. Het verband is opgericht op 6 oktober 2010.

## Ideologie
Het ICOR bestaat uit partijen die zowel uit de maoïstische (zoals de GML/Rode Morgen uit Nederland), als ook partijen die uit de antirevisionistische traditie voortkomen. De partijen vinden elkaar echter in een gedeelde historische analyse dat de Sovjet-Unie in 1956 tijdens de destalinisatie afstand nam van het socialisme. Dit zogenaamd 'revisionisme' zou volgens het ICOR geleid hebben tot de val van het socialisme in 1990. Het ICOR stelt zich ten doel om praktische samenwerking te stimuleren tussen partijen van verschillende omvang, ideologieën en sociaal economische omstandigheden.

## Organisatie
Het hoogste orgaan van het ICOR is de World Conference dat ten minste elke drie jaar wordt gehouden. Tussen de World Conferences door is het International Coordinating Committee verantwoordelijk voor het dagelijks bestuur van het ICOR, met tussen de zeven en de negen leden en met een vertegenwoordiging van elk continent. Daarnaast zijn er ook regionale en continentale conferenties.
Het lidmaatschap van het ICOR is voorbehouden aan partijen die revolutionair van karakter zijn, klasse-collaboratie (samenwerking met kapitalistische partijen) afwijzen en expliciet afstand nemen van ideologieën zoals revisionisme, Trotskisme en anarchisme.

## Leden
Op dit moment heeft ICOR 55 actieve leden en 2 niet-actieve leden. Het lidmaatschap fluctueert enigszins, soms verdwijnen organisaties of stappen ze op vanwege inhoudelijke meningsverschillen, zoals Dien Het Volk uit Noorwegen of de Marxistisch-Leninistische Partij (Communistische Reconstructie) uit Spanje.
| Land                   | Partij                                                                                       |
| ---------------------- | -------------------------------------------------------------------------------------------- |
| Afghanistan            | Marxistisch-Leninistische Organisatie van Afghanistan                                        |
| Australië              | Communistische Partij van Australië (Marxistisch-Leninistisch)                               |
| Bangladesh             | Communistische Partij van Bangladesh                                                         |
| Bosnië en Herzegovina  | Partij van de Arbeid                                                                         |
| Bulgarije              | Bulgaarse Communistische Partij                                                              |
| Bulgarije              | Bulgaarse Werkerspartij (Communistisch)                                                      |
| Chili                  | Chileense Communistische Partij (Proletarische Actie)                                        |
| Colombia               | Communistische Partij van Colombia (Maoïstisch)                                              |
| Congo-Kinshasa         | Revolutionaire Organisatie van Congo                                                         |
| Dominicaanse Republiek | Communistische Partij (Marxistisch-Leninistisch)                                             |
| Duitsland              | Marxistisch-Leninistische Partij Duitsland                                                   |
| Egypte                 | Revolutionaire Communistische Partij van Egypte                                              |
| Frankrijk              | Marxistisch-Leninistische Proletarische Unie                                                 |
| Frankrijk              | Verenigde Communisten Lyon                                                                   |
| Griekenland            | Communistische Organisatie van Griekenland                                                   |
| Haïti                  | Nieuwe Communistische Partij van Haïti (Marxistisch-Leninistisch)                            |
| Hongarije              | Organisatie van de Hongaarse Jongeren Gemeenschap                                            |
| India                  | Communistische Partij van India (Marxistisch-Leninistisch) Rode Ster                         |
| India                  | Voorlopig Centraal Commité van de Communistische Partij van India (Marxistisch-Leninistisch) |
| Indonesië              | Revolutionair Indonesië                                                                      |
| Iran                   | Proletarische Partij van Iran                                                                |
| Ivoorkust              | Proletarische Communistische Partij van Ivoorkust                                            |
| Kameroen               | Unie van Volkeren van Kameroen - Nationale Manifestatie voor het instellen van Democratie    |
| Kenia                  | Communistische Partij van Kenia                                                              |
| Luxemburg              | Communistische Organisatie Luxemburg                                                         |
| Marokko                | Marokkaanse Marxistisch-Leninistische Lijn                                                   |
| Mexico                 | Ondersteunende Organisatie van de Communistische Partij van Mexico                           |
| Nederland              | Groep Marxisten-Leninisten/Rode Morgen                                                       |
| Nepal                  | Nepalese Communistische Partij (Mashal)                                                      |
| Nepal                  | Patriottisch Republikeins Volksfront Nepal                                                   |
| Oekraïne               | Coördinerende Raad van de Arbeidersklassebeweging                                            |
| Pakistan               | Heel Pakistaanse Vakbondsfederatie                                                           |
| Panama                 | Communistische Partij (Marxistisch-Leninistisch) van Panama                                  |
| Paraguay               | Communistische Partij van Paraguay (Onafhankelijk)                                           |
| Peru                   | Marxistisch-Leninistische Partij van Peru                                                    |
| Peru                   | Proletarische Partij van Peru                                                                |
| Peru                   | Populair Democratisch Blok                                                                   |
| Portugal               | Marxistisch-Leninistische Portugese Unie                                                     |
| Rusland                | Marxistisch-Leninistisch Platform                                                            |
| Rusland                | Russische Maoïstische Partij                                                                 |
| Servië                 | Partij van de Arbeid                                                                         |
| Slowakije              | Verzet-Arbeiderspartij                                                                       |
| Sri Lanka              | Nieuw-Democratische Marxistisch-Leninistische Partij                                         |
| Togo                   | Communistische Partij van Togo                                                               |
| Tsjechië               | Communistische Partij van Tsjecho-Slowakije - Tsjecho-Slowaakse Werkerspartij                |
| Tsjechië               | Unie van Jonge Communisten van Tsjecho-Slowakije                                             |
| Tsjechië               | Klement Gottwald Gemeenschap                                                                 |
| Turkije                | Bolsjewistische Partij (Noord-Koerdistan/Turkije)                                            |
| Turkije                | Unie van Revolutionaire Communisten in Turkije                                               |
| Turkije                | Communistische Partij van Turkije (Marxistisch-Leninistisch)                                 |
| Turkije                | Marxistisch-Leninistische Communistische Partij (Noord-Koerdistan/Turkije)                   |
| Uruguay                | Revolutionaire Communistische Partij van Uruguay                                             |
| Venezuela              | Socialistische Platform - Verandering van Koers                                              |
| Verenigde Staten       | Revolutionaire Beweging van de Arbeid                                                        |
| Wit-Rusland            | Groep van Communistische Revolutionairen "Rode Wig"                                          |
| Zuid-Afrika            | Communistische Partij van Zuid-Afrika (Marxistisch-Leninistisch)                             |
| Zwitserland            | Marxistisch-Leninistische Groep van Zwitserland                                              |

## Activiteiten
De meeste leden van het ICOR zijn niet electoraal actief. Echter, enkele van de grotere leden van het ICOR hebben wel verkozenen (gehad). Zo had bijvoorbeeld de Communistische Organisatie van Griekenland (KOE) enkele parlementsleden weten te verkiezen op de lijsten van SYRIZA bij de verkiezingen in 2012 en 2015. De Marxistisch-Leninistische Partij van Duitsland (MLPD) heeft enkele lokale verkozenen.
Het ICOR is in het bijzonder actief op het gebied van solidariteitsacties voor Rojava en Koerdistan. Verschillende ICOR gelieerde Turkse groepen zijn daar actief in de guerrillastrijd tegen zowel Islamitische Staat, als ook tegen het Turkse leger. Daarnaast zijn diverse individuele leden van andere ICOR gelieerde partijen afgereisd naar Rojava om onder de vlag van het Internationaal Vrijheidsbataljon deel te nemen aan de strijd. Dit leidde in Spanje ertoe dat de Marxistisch-Leninistische Partij (Communistische Reconstructie) tijdelijk verboden werd. Daarnaast zijn er ook verschillende hulpbrigades gestuurd om mee te helpen met de wederopbouw van Kobani.